# Natchez (popolo)

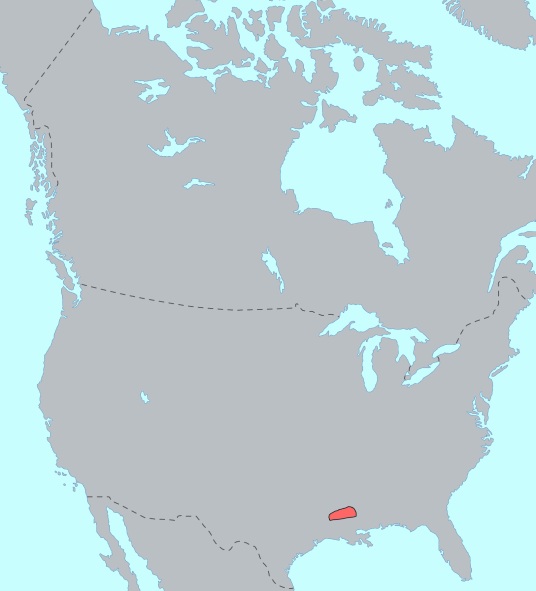
Luogo attuale d'insediamento dei Natchez nel continente nordamericano

La Nazione Natchez era un potente popolo di nativi nordamericani all'epoca in cui fu avviata la colonizzazione europea del continente nordamericano. Malgrado abbia sofferto esperienze dure e sconvolgenti fin dai primi momenti in cui entrò in contatto con gli europei, la Nazione Natchez rappresenta tuttora una parte vitale della comunità di nativi americani degli Stati Uniti d'America.
I Natchez (w-nahk'-che) esistono oggi come una delle tribù dei Muscogee (Creek), con strette relazioni con i Cherokee. Molte famiglie e comunità Natchez si trovano in Oklahoma, principalmente fra le Nazioni Cherokee e Muscogee (Creek). Esiste una branca orientale dei Natchez. I Natchez sono estremamente fieri di aver mantenuto essenzialmente la medesima struttura di governo fin dalla preistoria. I moderni discendenti possono sensatamente dimostrare che la loro confederazione una volta si estendeva dai bordi orientali dei monti Spiro e dal Golfo del Messico ai Grandi Laghi (Si veda in proposito Hopewell Adena, Mississippian cultures).

## Organizzazione sociale
La società dei Natchez, contrariamente a molti altri gruppi di nativi americani, era gerarchicamente divisa in quattro gruppi comandata da un Grande Sole che poteva essere paragonato a un re. Questo veniva spesso trasportato su una lettiga. All'inizio del XVIII secolo, i Francesi installati nella francese Louisiana assistettero ai funerali della Grande Regina durante i quali venivano organizzati sacrifici umani, come anche per quelli del Grande Sole, che probabilmente non erano altro che volontari suicidi rituali.
I Natchez onoravano le loro divinità nei templi: in uno di questi, il fuoco sacro non doveva mai essere spento. I villaggi erano divisi in quadrati da una rete di strade che conducevano ad una piazza centrale come nelle altre civiltà lungo il Mississippi.

I Natchez praticavano l'arte magica a beneficio sia della collettività sia del singolo individuo. Lo sciamano eseguiva riti prestabiliti, per assicurarsi il controllo sui fenomeni atmosferici; nel caso di siccità lo sciamano effettuava riti propiziatori e purificatori, come lunghi digiuni e danze specifiche.
L'attuale guida della Nazione Natchez ha un Capo della Pace (il Grande Sole), un Capo della Guerra e 4 principali Clan Madri. Questi "Soli" (così i Natchez si riferiscono a loro) sono stati K.T. "Hutke" Fields (Principale Capo della Pace / Grande Sole, 1996...), Eliza Sumpka (Principale Clan Madre), William Harjo LoneFight, Robert M. Riviera (Principale Capo della Guerra, 1997...). Watt Sam, Archie Sam, Tabacco Bianco Sam e altri ancora collocabili nel periodo storicamente accertabile.
Storicamente, i Natchez erano insediati in circa 9 separati centri abitati lungo il St. Catherine's Creek (E e S della moderna Natchez). Al leader maschile ci si riferiva come al 'Grande Sole'. La linea di sangue reale era matrilineare, il che significa che 'Il Grande Sole' s'insediava nella sua carica grazie ai legami parentali che gli derivavano da una donna; un uomo non poteva a trasmettere i suoi titoli a suo figlio, ma piuttosto essi erano ereditati da suo nipote (figlio di sua sorella).
I Grandi Sole erano così riveriti dai Natchez che alla morte di un Sole, molti praticavano il suicidio rituale volontario. Alla morte del Capo della Guerra, Serpente Tatuato, nel 1725, due delle sue vedove, una delle sue sorelle (soprannominata dai francesi La Gloriosa), il suo primo guerriero, il suo medico, il suo aiutante capo e la moglie dell'aiutante, la sua nutrice e un artigiano di lance di guerra, decisero tutti di morire con lui. Suo fratello, il Grande Sole al potere a quel tempo, in apparenza voleva morire anch'egli, ma si dice che fu convinto dalle suppliche dei suoi alleati francesi a rimanere in vita.

## La rivolta del 1729
Nel corso della guerra franco-indiana, i Natchez attaccarono di sorpresa il campo francese di Fort Rosalie il 28 novembre 1729. Sventrarono le donne incinte e fecero prigioniere decine di persone. Massacrarono in due ore più di 200 coloni e 1/8 della popolazione bianca installata a quel tempo lungo il fiume Mississippi.
I Francesi risposero all'attacco negli anni successivi, dopo essersi alleati ai Choctaw. Nel 1731, dopo aver superato le difese dei Natchez, attaccarono e distrussero il loro villaggio principale, chiamato dai francesi Grand Village e catturarono 427 prigionieri che furono venduti come schiavi e condotti a Saint-Domingue. Altri fuggirono e scomparvero.